# Andrew Mewing
Andrew Mewing (2 dicembre 1981) è un nuotatore australiano.

## Carriera
Fortemente specializzato nello stile libero, ha vinto numerose medaglie a livello continentale soprattutto competendo nelle staffette.

## Palmarès
- Mondiali

Montréal 2005: bronzo nella 4x100m sl e nella 4x200m sl.
Melbourne 2007: argento nella 4x200m sl.
- Giochi PanPacifici

Victoria 2006: bronzo nella 4x100m sl e nella 4x200m sl.